# Sam Alvey

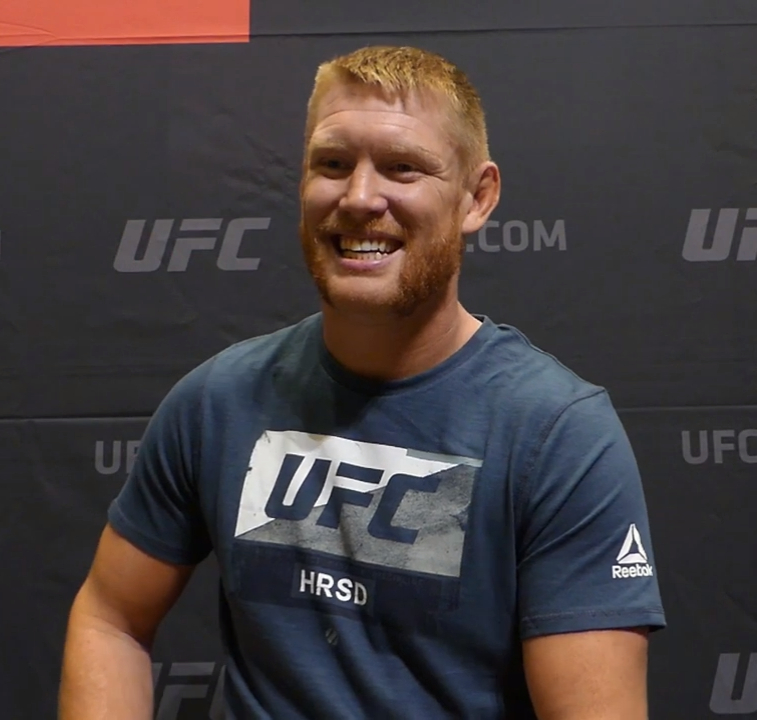
Foto de Samuel Alvey é um lutador estadunidense de artes marciais.

Samuel Alvey (Waterford, 6 de maio de 1986) é um lutador estadunidense de artes marciais mistas, que atualmente compete no peso-médio do Ultimate Fighting Championship. Ele ficou bastante conhecido por competir em organizações tais como King of the Cage, Bellator e Maximum Fighting Championship, e competiu como meio médio no reality show The Ultimate Fighter: Team Carwin vs. Team Nelson.

## Background
Original de Waterford, Wisconsin, Alvey competiu no futebol americano e wrestling no ensino médio e também foi um músico talentoso. Alvey tocou trompete na banda do ensino médio e foi a Lakeland College para tocar trompete semi-profissionalmente. Na faculdade, Alvey começou a competir no Pancrácio antes de finalmente se transferir para a carreira nas artes marciais mistas.

## Carreira no MMA

### Começo da carreira
Alvey começou sua carreira amadora em 2007, e foi derrotado por nocaute técnico no segundo round da sua primeira luta amadora. Ele se recuperou ao vencer suas duas lutas seguintes, antes de se tornar profissional em Julho de 2008. O começo da carreira de Alvey aconteceu inteira no estado de Wisconsin, onde ele conseguiu um recorde de 11-1, que incluem diversas vitórias no King of the Cage.

### Bellator
Após uma vitória como meio pesado contra o veterano Jason Guida, Alvey entrou numa sequência de três vitórias e assinou com o Bellator. Sua estréia no peso médio contra o futuro campeão do Torneio de Meio Médios Karl Amoussou no Bellator 45. No começo, Amoussou fez Alvey sangrar com vários golpes e variava para uma chave de braço, enquanto a luta avançava, Amoussou começou a se cansar e Alvey começou a dominar o controle da luta no segundo round e conseguiu uma queda no final do terceiro round. Após três rounds, Alvey saiu vencedor por decisão dividida.
Após sua vitória sobre Amoussou, Alvey foi nomeado participante do Torneio de Médios da 5ª Temporada, onde ele enfrentou Vitor Vianna. A luta viu Alvey utilizar sua vantagem na envergadura no começo da luta, mas no segundo round, Vianna começou a controlar a luta, tendo derrubado Alvey. No fim do segundo round, Vianna encaixou um mata leão, mas o tempo expirou, permitindo Alvey voltar ao terceiro round. O terceiro round foi muito mais equilibrado e a luta foi à decisão. Alvey perdeu por decisão dividida e foi eliminado do torneio.

### The Ultimate Fighter
Alvey então foi selecionado para participar do The Ultimate Fighter: Team Carwin vs. Team Nelson, onde ele desceu para os meio médios pela primeira vez. No primeiro episódio, ele enfrentou Leo Kuntz para entrar na casa. Alvey venceu rapidamente por nocaute no primeiro round após apenas um soco de direita. Durante a escolha dos lutadores, Shane Carwin selecionou Alvey em primeiro. No terceiro episódio, Alvey foi selecionado por Carwin para enfrentar Joey Rivera da Equipe Nelson. Rivera começou a luta lançando dois chutes na cabeça e então aplicando uma queda. Alvey então teve que defender uma guilhotina e um triângulo no primeiro round. No segundo round, Alvey começou soltando mais golpes, mas foi atordoado por outro chute na cabeça de Rivera. Embora ele tenha sobrevivido para ir a decisão, Rivera saiu vitorioso por decisão majoritária (19-19, 20-18, 20-18).

### Maximum Fighting Championship
A estréia de Alvey no MFC foi contra Elvis Mutapcic pelo Título Peso Médio do MFC no MFC 36, ele perdeu por decisão unânime. Alvey derrotou o veterano do UFC & Bellator Jay Silva no MFC 37 por nocaute técnico no terceiro round. Ele então venceu o Título Peso Médio do MFC derrotando Jason South e defendeu com sucesso contra Wes Swofford antes de ir para o UFC.

### Ultimate Fighting Championship
Em Junho de 2014, foi anunciado que Alvey havia assinado com o UFC. Ele fez sua estréia em 16 de Agosto de 2014 contra Tom Watson no UFC Fight Night: Bader vs. St. Preux. Ele perdeu a equilibrada luta por decisão unânime.
Para sua segunda luta na promoção, Alvey enfrentou Dylan Andrews em 8 de Novembro de 2014 no UFC Fight Night: Rockhold vs. Bisping. Ele venceu a luta por nocaute com socos no primeiro round.
Alvey enfrentou Cézar Ferreira em 22 de Fevereiro de 2015 no UFC Fight Night: Pezão vs. Mir. Alvey venceu a luta por nocaute no primeiro round.  Posteriormente, Alvey venceu a o bônus de Performance da Noite.
A próxima luta de Alvey foi contra Dan Kelly em 9 de Maio de 2015 no UFC Fight Night: Miocic vs. Hunt e ele venceu por nocaute técnico com menos de um minuto de luta.
Alvey enfrentou Derek Brunson em 8 de Agosto de 2015 no UFC Fight Night: Teixeira vs. St. Preux. Ele foi derrotado por nocaute técnico no primeiro round.
Alvey agora era esperado para enfrentar Daniel Sarafian em 21 de Fevereiro de 2016 no UFC Fight Night 82. Porém, Alvey quebrou a mandíbula durante os treinos e foi substituído por Oluwale Bamgbose.
Alvey enfrentou depois o canadense Elias Theodorou em 18 de Junho de 2016 no UFC Fight Night: MacDonald vs. Thompson. Ele perdeu por decisão unânime.
Sem lesão em sua última luta, Alvey fez uma volta rápida contra o estreante Eric Spicely em 13 de Julho de 2016 no UFC Fight Night: McDonald vs. Lineker. Ele finalizou com uma guilhotina no primeiro round.
Alvey completou três lutas em três meses contra Kevin Casey em 27 de Agosto de 2016 no UFC on Fox: Maia vs. Condit. Ele nocauteou no segundo round.
Alvey enfrentou Alex Nicholson em 5 de Novembro de 2016 no The Ultimate Fighter: América Latina 3. Ele ganhou por decisão unânime.
Alvey enfrentou o veterano Nate Marquardt em 28 de Janeiro de 2017 no UFC on Fox: Shevchenko vs. Peña. Ele ganhou por decisão unânime.
Alvey enfrentou o brasileiro Thales Leites em 22 de Abril de 2017 no UFC Fight Night: Swanson vs. Lobov. Ele perdeu por decisão unânime. Com essa luta, ele empatou com Donald Cerrone com maior quantidade de lutas no período de 12 meses (seis lutas).

## Vida Pessoal
Alvey tem dois filhos com sua esposa McKey Sullivan.

## Títulos
- Maximum Fighting Championship
  - Título Peso Médio do MFC (Uma vez)

- Ultimate Fighting Championship
  - Performance da Noite (Uma vez)
  - Mais lutas no UFC em um período de 12 meses (seis lutas, empatado com Donald Cerrone)

## Cartel no MMA
| Cartel no MMA   |             |             |
| 52 lutas        | 33 vitórias | 17 derrotas |
| Por nocaute     | 19          | 3           |
| Por finalização | 3           | 3           |
| Por decisão     | 11          | 11          |
| Empates         | 1           | 1           |
| No contest      | 1           | 1           |

| Res.    | Cartel      | Oponente                 | Método                               | Evento                                     | Data       | Round | Tempo | Local                         | Notas                                        |
| ------- | ----------- | ------------------------ | ------------------------------------ | ------------------------------------------ | ---------- | ----- | ----- | ----------------------------- | -------------------------------------------- |
| Derrota | 33-17-1 (1) | Brendan Allen            | Finalização (mata leão)              | UFC Fight Night: Hermansson vs. Strickland | 05/02/2022 | 2     | 2:10  | Las Vegas, Nevada             | Luta nos Meio-Pesados.                       |
| Derrota | 33-16-1 (1) | Wellington Turman        | Decisão (dividida)                   | UFC on ESPN: Barboza vs. Chikadze          | 28/08/2021 | 3     | 5:00  | Las Vegas, Nevada             |                                              |
| Derrota | 33-15-1 (1) | Julian Marquez           | Finalização Técnica (mata leão)      | UFC on ABC: Vettori vs. Holland            | 10/04/2021 | 2     | 2:07  | Las Vegas, Nevada             | Luta da Noite.                               |
| Empate  | 33-14-1 (1) | Da un Jung               | Empate (dividido)                    | UFC 254: Khabib vs. Gaethje                | 24/10/2020 | 3     | 5:00  | Abu Dhabi                     |                                              |
| Derrota | 33-14 (1)   | Ryan Spann               | Decisão (dividida)                   | UFC 249: Ferguson vs. Gaethje              | 09/05/2020 | 3     | 5:00  | Jacksonville, Flórida         |                                              |
| Derrota | 33-13 (1)   | Klidson Abreu            | Decisão (unânime)                    | UFC on ESPN: dos Anjos vs. Edwards         | 20/07/2019 | 3     | 5:00  | San Antonio, Texas            |                                              |
| Derrota | 33-12 (1)   | Jim Crute                | Nocaute Técnico (socos)              | UFC 234: Adesanya vs. Silva                | 09/02/2019 | 1     | 2:49  | Melbourne                     |                                              |
| Derrota | 33-11 (1)   | Antônio Rogério Nogueira | Nocaute Técnico (socos)              | UFC Fight Night: Santos vs. Anders         | 22/09/2018 | 2     | 1:00  | São Paulo                     |                                              |
| Vitória | 33-10 (1)   | Gian Villante            | Decisão (dividida)                   | UFC Fight Night: Rivera vs. Moraes         | 01/06/2018 | 3     | 5:00  | Utica, Nova Iorque            |                                              |
| Vitória | 32-10 (1)   | Marcin Prachino          | Nocaute (soco)                       | UFC on Fox: Emmett vs. Stephens            | 24/02/2018 | 1     | 4:23  | Orlando, Flórida              |                                              |
| Derrota | 31-10 (1)   | Ramazan Emeev            | Decisão (unânime)                    | UFC Fight Night: Cerrone vs. Till          | 21/10/2017 | 3     | 5:00  | Gdańsk                        |                                              |
| Vitória | 31-9 (1)    | Rashad Evans             | Decisão (dividida)                   | UFC Fight Night: Pettis vs. Moreno         | 05/08/2017 | 3     | 5:00  | Cidade do México              |                                              |
| Derrota | 30-9 (1)    | Thales Leites            | Decisão (unânime)                    | UFC Fight Night: Swanson vs. Lobov         | 23/04/2017 | 3     | 5:00  | Nashville, Tennessee          |                                              |
| Vitória | 30-8 (1)    | Nate Marquardt           | Decisão (unânime)                    | UFC on Fox: Shevchenko vs. Peña            | 28/01/2017 | 3     | 5:00  | Denver, Colorado              |                                              |
| Vitória | 29-8 (1)    | Alex Nicholson           | Decisão (unânime)                    | The Ultimate Fighter: América Latina 3     | 05/11/2016 | 3     | 5:00  | Cidade do México              |                                              |
| Vitória | 28-8 (1)    | Kevin Casey              | Nocaute Técnico (socos)              | UFC on Fox: Maia vs. Condit                | 27/08/2016 | 2     | 4:56  | Vancouver, Colúmbia Britânica |                                              |
| Vitória | 27-8 (1)    | Eric Spicely             | Finalização (guilhotina)             | UFC Fight Night: McDonald vs. Lineker      | 13/07/2016 | 1     | 2:43  | Sioux Falls, Dakota do Sul    |                                              |
| Derrota | 26-8 (1)    | Elias Theodorou          | Decisão (unânime)                    | UFC Fight Night: MacDonald vs. Thompson    | 18/06/2016 | 3     | 5:00  | Ottawa, Ontário               |                                              |
| Derrota | 26-7 (1)    | Derek Brunson            | Nocaute Técnico (socos)              | UFC Fight Night: Teixeira vs. St. Preux    | 08/08/2015 | 1     | 2:19  | Nashville, Tennessee          |                                              |
| Vitória | 26-6 (1)    | Dan Kelly                | Nocaute Técnico (socos)              | UFC Fight Night: Miocic vs. Hunt           | 09/05/2015 | 1     | 0:49  | Adelaide                      |                                              |
| Vitória | 25–6 (1)    | Cézar Ferreira           | Nocaute (socos)                      | UFC Fight Night: Pezão vs. Mir             | 22/02/2015 | 1     | 3:34  | Porto Alegre                  | Performance da Noite.                        |
| Vitória | 24–6 (1)    | Dylan Andrews            | Nocaute (socos)                      | UFC Fight Night: Rockhold vs. Bisping      | 08/11/2014 | 1     | 2:16  | Sydney                        |                                              |
| Derrota | 23–6 (1)    | Tom Watson               | Decisão (unânime)                    | UFC Fight Night: Bader vs. St. Preux       | 16/08/2014 | 3     | 5:00  | Bangor, Maine                 |                                              |
| Vitória | 23–5 (1)    | Gerald Meerschaert       | Decisão (unânime)                    | NAFC - Mega Brawl                          | 31/05/2014 | 3     | 5:00  | Milwaukee, Wisconsin          |                                              |
| Vitória | 22–5 (1)    | Wes Swofford             | Nocaute (soco)                       | MFC 40                                     | 09/05/2014 | 4     | 1:02  | Edmonton, Alberta             | Defendeu o Título Peso Médio do MFC.         |
| Vitória | 21–5 (1)    | Jason South              | Nocaute Técnico (socos)              | MFC 38                                     | 04/10/2013 | 5     | 4:56  | Edmonton, Alberta             | Pelo Título Peso Médio Vago do MFC.          |
| Vitória | 20–5 (1)    | Jay Silva                | Nocaute Técnico (socos)              | MFC 37                                     | 10/05/2013 | 3     | 1:05  | Edmonton, Alberta             |                                              |
| Derrota | 19–5 (1)    | Elvis Mutapcic           | Decisão (unânime)                    | MFC 36                                     | 15/02/2013 | 5     | 5:00  | Edmonton, Alberta             |                                              |
| Vitória | 19–4 (1)    | Lucas Lopes              | Nocaute Técnico (socos)              | ShoFight 20                                | 16/06/2012 | 1     | 1:39  | Springfield, Missouri         |                                              |
| Vitória | 18–4 (1)    | Daniel Almeida           | Nocaute Técnico (lesão no joelho)    | Wreck MMA: Road to Glory                   | 20/04/2012 | 1     | 1:41  | Gatineau, Quebec              |                                              |
| Derrota | 17–4 (1)    | Brandon Ropati           | Decisão (majoritária)                | ICNZ 16                                    | 03/03/2012 | 3     | 5:00  | Auckland                      |                                              |
| Vitória | 17–3 (1)    | Eddie Larrea             | Nocaute Técnico (socos)              | Madtown Throwdown 26                       | 07/01/2012 | 1     | 4:39  | Madison, Wisconsin            |                                              |
| Vitória | 16–3 (1)    | Augusto Montaño          | Decisão (unânime)                    | Chihuahua Extremo                          | 05/11/2011 | 3     | 5:00  | Chihuahua                     |                                              |
| Derrota | 15–3 (1)    | Vitor Vianna             | Decisão (dividida)                   | Bellator 50                                | 17/09/2011 | 3     | 5:00  | Hollywood, Florida            | Quartas de Final do Torneio da 5ª Temporada. |
| Vitória | 15–2 (1)    | Karl Amoussou            | Decisão (dividida)                   | Bellator 45                                | 21/05/2011 | 3     | 5:00  | Lake Charles, Louisiana       |                                              |
| Vitória | 14–2 (1)    | Jason Guida              | Decisão (dividida)                   | NAFC: Bad Blood                            | 24/11/2010 | 3     | 5:00  | Milwaukee, Wisconsin          |                                              |
| Vitória | 13–2 (1)    | Luke Taylor              | Decisão (unânime)                    | Caribbean Ultimate Fist Fighting 1         | 23/10/2010 | 3     | 5:00  | Port of Spain                 |                                              |
| Vitória | 12–2 (1)    | William Hill             | Nocaute (soco)                       | KOTC: High Profile                         | 09/10/2010 | 2     | 2:22  | Lac Du Flambeau, Wisconsin    |                                              |
| Derrota | 11–2 (1)    | Gerald Meerschaert       | Finalização (guilhotina)             | Combat USA: Championship Tournament Finals | 11/09/2010 | 5     | 4:08  | Green Bay, Wisconsin          |                                              |
| NC      | 11–1 (1)    | Paul Bradley             | Sem Resultado                        | KOTC: Chain Reaction                       | 17/07/2010 | 0     | 0:00  | Lac Du Flambeau, Wisconsin    | Luta interrompida devido a chuva.            |
| Vitória | 11–1        | Pat O'Malley             | Nocaute (socos)                      | Combat USA 21                              | 22/02/2010 | 1     | 2:49  | Green Bay, Wisconsin          |                                              |
| Vitória | 10–1        | Brad Resop               | Finalização (mata leão)              | Combat USA 17                              | 22/02/2010 | 1     | 3:40  | Green Bay, Wisconsin          |                                              |
| Vitória | 9–1         | Eric Hammerich           | Nocaute Técnico (socos)              | Madtown Throwdown 22                       | 09/01/2010 | 1     | 4:05  | Madison, Wisconsin            |                                              |
| Vitória | 8–1         | Demian Decorah           | Decisão (unânime)                    | Racine Fight Night 5                       | 28/11/2009 | 5     | 5:00  | Racine, Wisconsin             |                                              |
| Vitória | 7–1         | Mark Honneger            | Nocaute Técnico (paralisação médica) | Madtown Throwdown 20                       | 01/08/2009 | 4     | 5:00  | Madison, Wisconsin            |                                              |
| Vitória | 6–1         | Ron Carter               | Decisão (unânime)                    | KOTC: Connection                           | 18/07/2009 | 3     | 3:00  | Lac Du Flambeau, Wisconsin    |                                              |
| Vitória | 5–1         | Tre Mittnecht            | Nocaute Técnico (socos)              | WCF 1: Battle at the Bleachers             | 20/06/2009 | 1     | 4:41  | Wind Lake, Wisconsin          |                                              |
| Derrota | 4–1         | Caleb Nelson             | Decisão (unânime)                    | First Strike                               | 02/05/2009 | 3     | 3:00  | Manitowoc, Wisconsin          |                                              |
| Vitória | 4–0         | Jason Sink               | Nocaute Técnico (socos)              | KOTC: Insanity                             | 04/04/2009 | 1     | 1:10  | Lac Du Flambeau, Wisconsin    |                                              |
| Vitória | 3–0         | Justin Lemke             | Nocaute Técnico (socos)              | Racine Fight Night 2                       | 28/02/2009 | 2     | 2:31  | Racine, Wisconsin             |                                              |
| Vitória | 2–0         | Lukas Bowar              | Nocaute Técnico (socos)              | Racine Fight Night 1                       | 29/11/2008 | 1     | N/A   | Racine, Wisconsin             |                                              |
| Vitória | 1–0         | Shane Malchiodi          | Finalização (kimura)                 | KOTC: Rock Solid                           | 19/07/2008 | 2     | 1:19  | Lac Du Flambeau, Wisconsin    |                                              |